# Rolodex

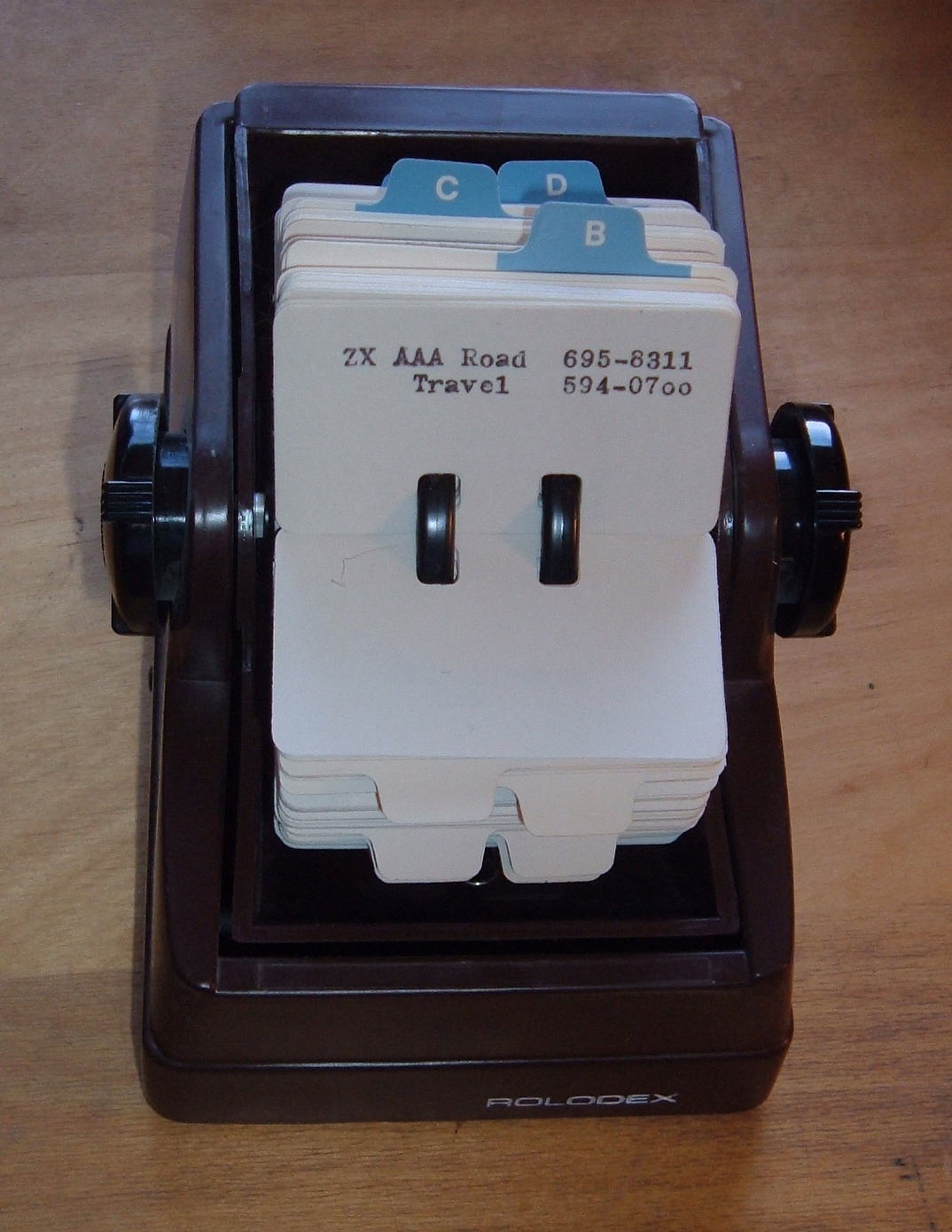
Rolodex

Als Rolodex (auch Rollkartei, Rotationskartei, Portmanteauwort aus englisch rolling und index) wird eine Vorrichtung bezeichnet, bei der eine Vielzahl von Karteikarten auf einer drehbaren Achse befestigt ist. Es dient zum zeit- und platzsparenden Durchblättern bei der Suche nach einem Eintrag. Das Gerät wurde von Arnold Neustadter 1958 entwickelt.
Das Nachschlagen wird durch Reiter erleichtert, die möglichst gleich große Abschnitte der sortierten Karteikarten trennen. Die Reiter sind zu diesem Zweck mit dem gemeinsamen Präfix eines Abschnitts beschriftet.
Ein papierloses Äquivalent ist die Taipudex-Methode zum Nachschlagen eines Eintrages. Wie beim mechanischen Vorbild muss hierzu keine Kopie eines gesuchten Eintrages in einem Eingabefeld erzeugt werden. Der anfängliche Index wird in eindeutigen Schritten so lange ergänzt, bis der vollständige Eintrag gleichzeitig mit den zugeordneten Informationen sichtbar oder per Verknüpfung erreichbar ist. Die nachfolgenden Schritte werden in einer Liste oder Tabelle jeweils auf einfachen Tastendruck erhalten. Die einfache mechanische Bedienung des Rolodex entspricht der Navigation mit den Pfeiltasten der Tastatur. Das Drehen entspricht der vertikalen Auswahl mit den Tasten Auf und Ab, das Aufklappen eines Reiters der horizontalen Navigation mit der Taste Rechts, die Taste Links macht rückgängig.

## Aktueller Stand und neue Entwicklungen
Das Rolodex wurde zum größten Teil von Entwicklungen der letzten Jahrzehnte, wie soziale Medien und dem Smartphone, abgelöst. Dennoch wird es seiner originalen Form noch immer verkauft. In den letzten Jahren haben sich mehrere Jungunternehmen der Aufgabe gewidmet, eine digitale Version zu entwickeln. Ein Beispiel dafür ist Dex. Digitale Versionen des Rolodexes können automatisiert Kontaktinformationen von sozialen Netzwerken und Adressbüchern importieren.